# 淑嶝駅
淑嶝駅（スクトゥンえき）は、大韓民国釜山広域市北区にある釜山交通公社3号線の駅である。駅番号は312。

## 駅構造
相対式ホーム2面2線の地下駅。フルスクリーンタイプのホームドアが設置されている。

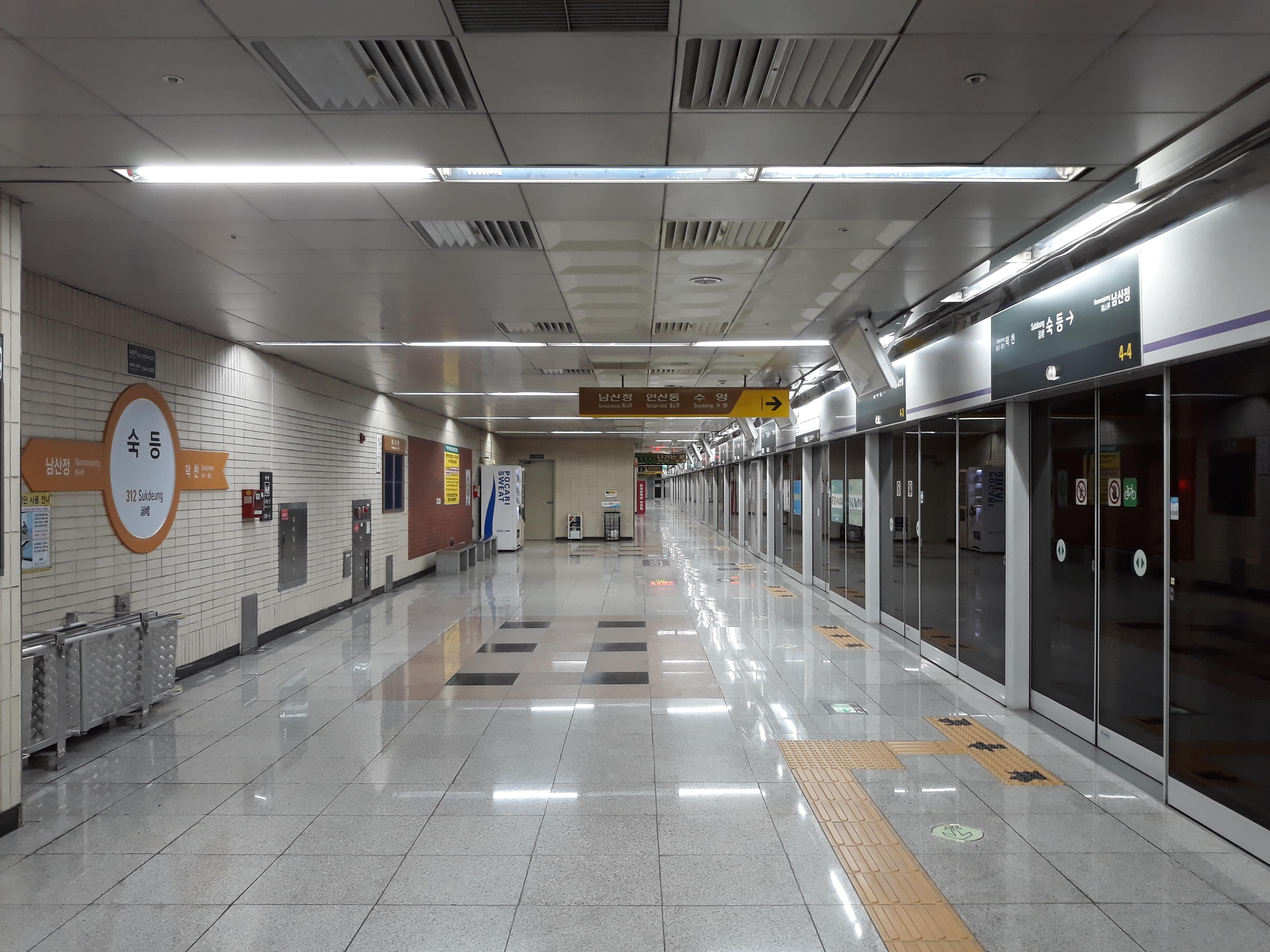
上りホーム（2018年4月）
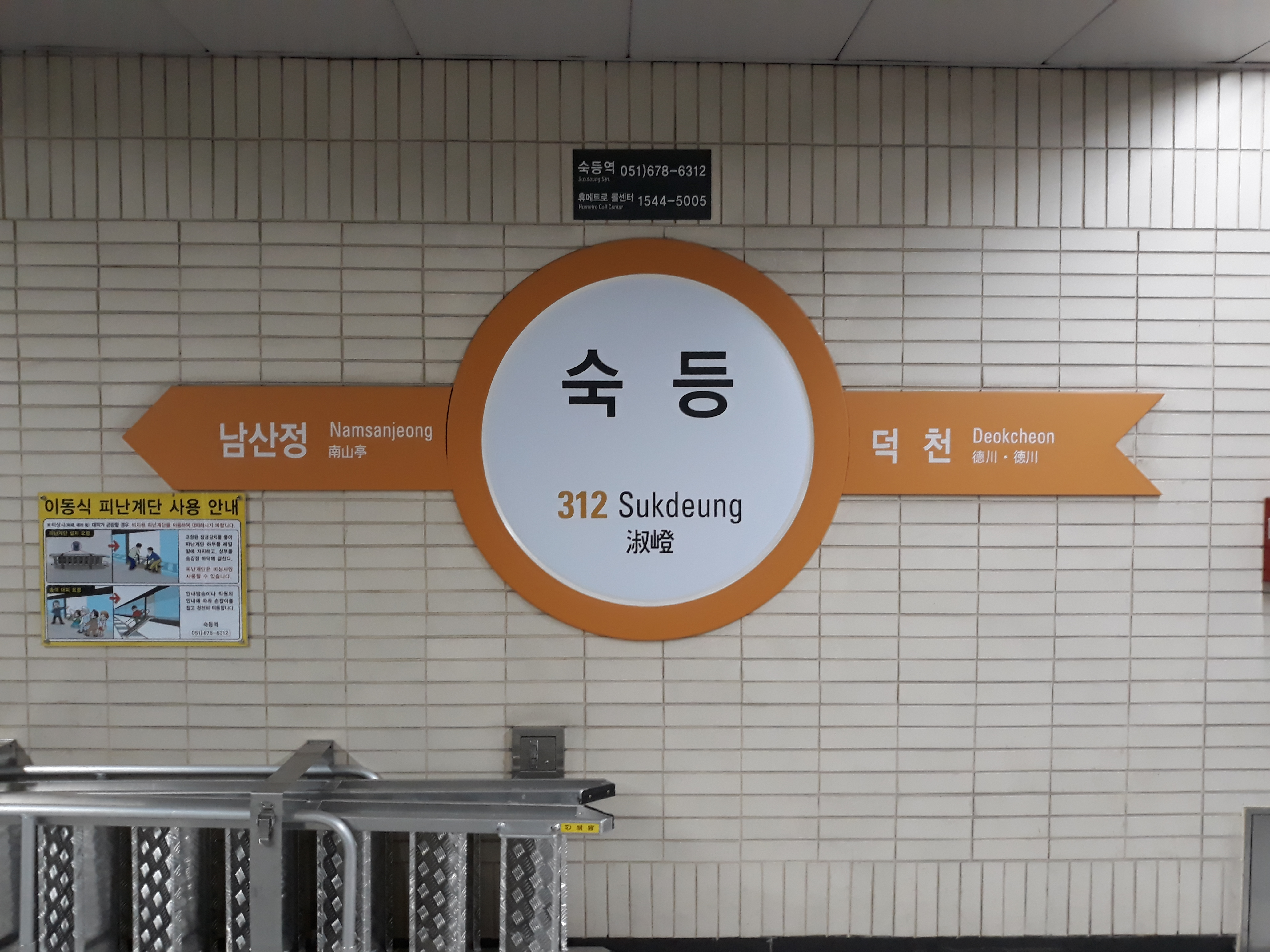
駅名標

### のりば
| 上り | 3号線 | 水営方面 |
| 下り | 3号線 | 大渚方面 |

## 歴史
- 2005年11月28日 - 開業。

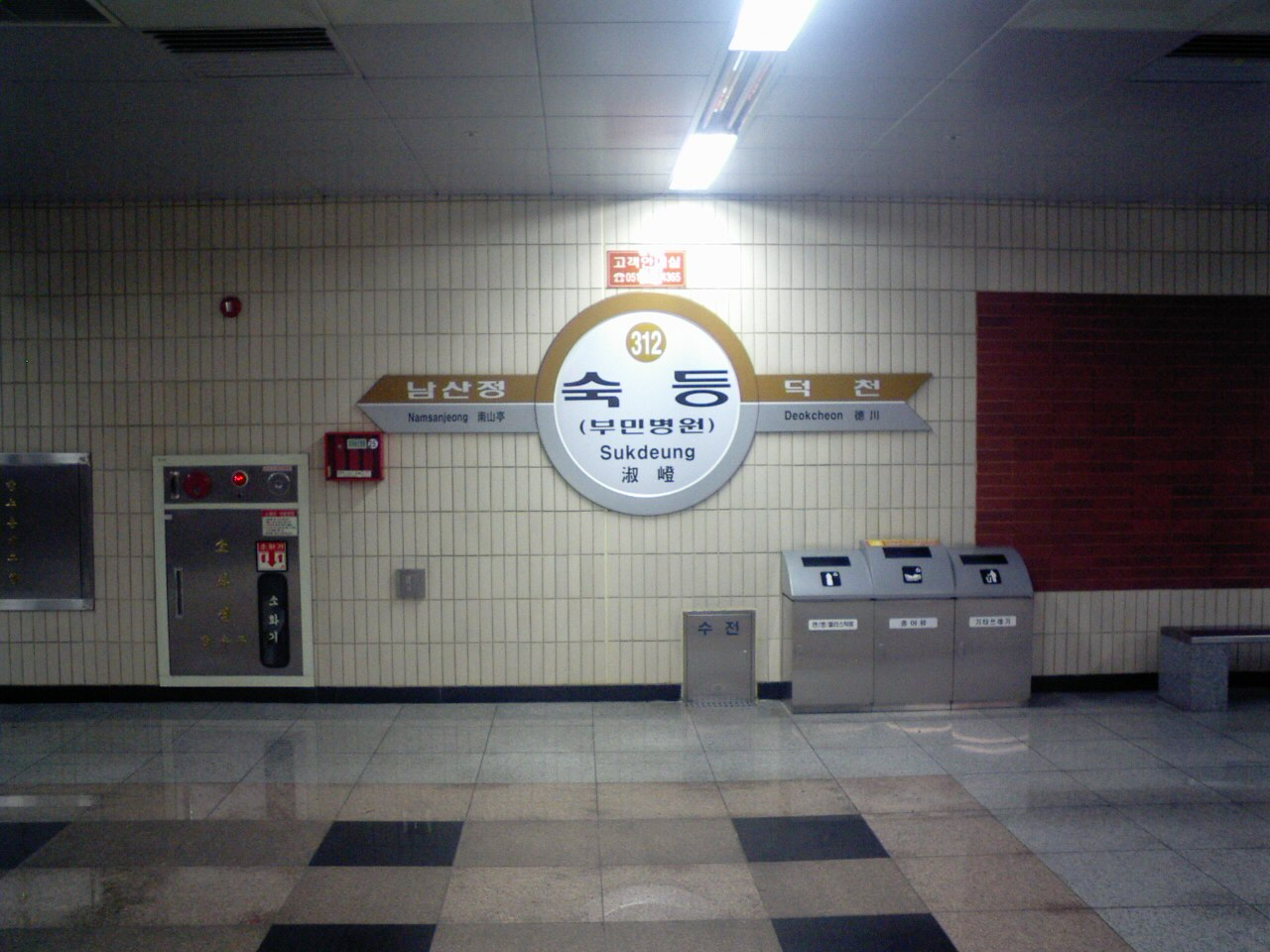
旧型駅名標（2008年2月）

## 駅周辺
- 釜山釜民病院
- 徳川1洞住民センター
- 徳川3洞住民センター
- 徳川中学校

## 隣の駅
釜山交通公社
 3号線
南山亭駅 (311) - 淑嶝駅 (312) - 徳川駅 (313)